# Lapela (Monção)
Lapela era una freguesia portuguesa del municipio de Monção, distrito de Viana do Castelo.

## Historia
Fue suprimida el 28 de enero de 2013, en aplicación de una resolución de la Asamblea de la República portuguesa promulgada el 16 de enero de 2013 al unirse con la freguesia de Troporiz, formando la nueva freguesia de Troporiz e Lapela.

## Patrimonio
De su patrimonio destaca una torre fortificada del siglo XIV.